# Max Payne 2: The Fall of Max Payne
Max Payne 2: The Fall of Max Payne — відеогра в стилі шутера від третьої особи, розроблена фінською компанією Remedy Entertainment. Max Payne 2 продовжує історію Max Payne про поліцейського-втікача під прикриттям, якого звинуватили у вбивстві. Гра, як і попередник, використає стиль нуар, що забезпечує дуже реалістичну кінематографічність: вповільнення часу, красиві перестрілки тощо. «Max Payne 2» була видана «Rockstar Games» 15 жовтня 2003 року на персональних комп'ютерах, дещо згодом з'явилась версія для консолей. Попри позитивні огляди критиків і захват фанатів, гра продалася набагато гірше, ніж попередня частина.

## Сюжет

### Дія
Дія гри відбувається восени 2003 року. Наприкінці першої частини гри Макса заарештовують. Однак Альфред Уоден виконує обіцянку, яку дав Максу дуже давно. Будучи сенатором, він, використовуючи величезний вплив, звільняє Макса. Попри волю, Макс не може знайти світ: його сни і думки продовжують прокручувати спогади про смерть родини. На додаток, Макс всередині розчарований, що уникнув правосуддя.

### Перший розділ
2 роки потому, він повертається в поліцію Нью-Йорка, як детектив по розслідуванню вбивств. Чергове розслідування зіштовхує його з Моною Сакс, жінкою, яку він вважав загиблою і яку пізніше покохав. Макс стикається з Моною в ході перестрілки з якимись «прибиральниками» на складі Володимира Лема, де вони вбили його коханку і торговця зброєю Енні Фін. Макс намагається зловити ватажка «прибиральників», Кауфмана, але йому і «прибиральникам» вдається втекти.
Мона підозрюється у справі про вбивство сенатора Себастьяна Гейта, яку розслідує детектив Валері Вінтерсон, новий напарник Макса. Пейн вирушає до Володимира Лема, який привласнив клуб «Рагнарок» і перейменував його в ресторан «Водка», і виявляє там банду Гоньїтті. Розібравшись з бандитами Вінні (самому Вінні вдалося втекти), Макс дізнається від Влада, що за діями групи «прибиральників», можливо, стоїть сам Гоньїттї, який прибирає конкурентів у підпільній торгівлі зброєю. Макс повертається додому.
Через деякий час до помешкання Макса приходить Мона і попереджає, що їх обох «замовили». В будинок тим часом вриваються «прибиральники» і Мона тікає, визнавши свою помилку. Макс виявляє в одній з квартир, що за ним останнім часом стежили. Йому вдається перебити «прибиральників». У поліцію йому незабаром дзвонить Мона і повідомляє, де її можна знайти. Макс приходить у її помешкання, занедбаний парк розваг.
Мона повідомляє, що у всьому замішаний Внутрішнє Коло. Вона знає одну людину, яка може розповісти про ситуацію детальніше, але, прибувши на місце (у верхній Іст-Сайд), Макс і Мона виявляють там «прибиральників», які вбили зв'язкового. Макс, за допомогою Мони, на рецепції стежить за прихованим камерам за ворогами, проходить по поверхах капітальної зачисткою і вбиває Кауфмана, ймовірного ватажка «прибиральників». А після всього Мону арештовують колеги Макса.

### Другий розділ
Бравура усуває Макса від розслідування. Зустрівшись з Моною в камері, Макс вирішує подзвонити Уодену, який вмирає від раку. В цей час в будівлі відбувається вибух і знову з'являються «прибиральники» і Мона, скориставшись безладом, тікає з камери. Макс намагається наздогнати її. На вулиці його підбирає Володимир Лем і відвозить до павільйону жахів. По дорозі Влад говорить Максу, що знає про Внутрішнє Коло і про Мону лише з чуток. В павільйоні жахів Макс зустрічає Мону і вони починають займатися коханням. На них нападають «прибиральники». Переслідуючи їх, головний герой стрибає на ходу у фургон і проникає в їх штаб-квартиру: величезну будівельну зону. Він спілкується з Моною через радіонаушник, який отримав від неї ще під час пригод в Іст-Сайді.
Вона теж проникає на будівництво, і вони разом пробираються через недобудовані будівлі, вбиваючи всіх «прибиральників», які насправді є професійними вбивцями з колишніх командос. Він заходить до кімнати, заповненої ящиками з вибухівкою, і один з командос з необережності стріляє в один з ящиків. Макс з боєм вибирається з будівлі, але врешті-решт падає в яму і на нього падає слідом кілька дощок. Далі ігровим персонажем стає Мона. Вона теж пробирається по будмайданчику, убивши кілька прибиральників. Потім вона прикриває Макса, поки той шукає вихід зі будмайданчика. Незабаром на будівництво приїжджає детектив Вінтерсон і арештує Мону. Мона запевняє Макса, що Вінтерсон приїхала, щоб убити її. Макс постає перед вибором.

## Ігровий процес
У грі відбулося багато якісних змін у порівнянні з першою частиною. По-перше, це графіка. Перший Max Payne був одним з найкращих в графічному плані. Другий повторив успіх попередника. Гра виглядає чудово — текстури наближені до фотореалістичності, моделі персонажів зроблені дуже детально, анімація на висоті, в наявності безліч спецефектів. Цікаво, що гра побудована на все тому ж рушію, хоча й значно модернізованому.
Головне нововведення — це впровадження фізичного рушія «Havoc». Той самий, що використовується для прорахунку фізики в програмі 3ds MAX та грі Half-Life 2. Кожен предмет, яких тут безліч: тіла вбитих ворогів, і навіть кожна куля, тепер є повноцінним фізичним об'єктом. Все це дуже реалістично взаємодіє один з одним, предмети красиво відлітають у сторони, а трупи ефектно падають зі сходів. Якщо вистрілити в супротивника впритул з дробовика, то його тіло, вигинаючись, відлетить на книжкову полицю, з якої йому на голову поваляться книги.
З'явилося кілька нових зразків зброї, окрім уже існуючих. Це й автомат Калашникова, й майже повний аналог CAR-15. Варто згадати про пістолет Desert Eagle. Незрозуміло, навіщо розробники ввели його, стріляє подвійний Desert Eagle неточно й повільно, куди ефективніше використовувати дві Беретти. Замість стандартного мисливського шотгана з першої частини прийшов сучасний дробовик, що перезаряджається набагато швидше. Є тут і Heckler & Koch MP5 з оптичним прицілом, і автоматичний дробовик Страйкер (англ. Armsel Striker), схожий на автоматичний дробовик Джекхаммера (англ. Pancor Jackhammer) з першої частини. З'явився коктейль Молотова, який, як і гранати, можна кидати, не перемикаючись із основного виду зброї, що дуже зручно. І, нарешті, тепер у нашому розпорядженні є гвинтівка Драгунова, улюблена зброя Мони Сакс.
У кількох місіях є можливість зіграти за Мону Сакс.
Окрім Мони у Макса тепер іноді з'являються й інші союзники. Це і волоцюга, і поліцейський-п'яниця, і повія, й ще кілька колоритних персонажів. Щоправда, переважно вони не можуть надати гравцю реальну допомогу.